# Glicirrizin
A glicirrizin vagy glicirrizinsav (kémiai képlete: C42H62O16) a természetben az igazi édesgyökérben (latinul: Glycyrrhiza glabra) is megtalálható szaponin vegyület.

## Felhasználása
Medvecukorban található meg elsősorban, ánizzsal együtt. A glicirrizin rendkívül édes ízű vegyület. 

### Orvosi célú felhasználás
Gyulladáscsökkentő hatású. Rendkívül hatékony vírusölő, hatékony az influenza, a SARS CoV és a SARS CoV-2 vírusok ellen. Túlzott fogyasztása csökkenti a vér káliumszintjét, ennek következtében emeli a vérnyomást, valamint csökkenti a vércukorszintet. Mellékhatását káliumpótlással és szénhidrátpótlással lehet ellensúlyozni, természetes úton banán fogyasztásával is ellensúlyozható.

## Előfordulás
Édesgyökérben fordul elő.